# KDE Dot News
KDE.News (англ. KDE Dot News; укр. KDE Крапка Новини) — це офіційний новинний сайт спільноти проєкту KDE. Він містить інформацію про розробку KDE, новини від користувачів, дискусії, тематичні статті та багато іншого. Більшість публікацій — це добірки новин з інших джерел та інтерв’ю з розробниками KDE. Сайт також містить посилання на останні випуски програмного забезпечення та статті з блогів розробників розробників.
Раніше сайт офіційно працював на  системі керування управління контентом Squishdot, але в січні 2009 року мігрував на Drupal.